# Elamed Media Group
Elamed Media Group (dawniej Wydawnictwo Elamed) – jeden z największych wydawców czasopism branżowych w Polsce. Istnieje od 1992 roku. Wydaje czasopisma branżowe, książki oraz kursy multimedialne na DVD. Organizator szkoleń i konferencji oraz kongresów. Odbiorcy to ponad 300 tysięcy profesjonalistów z całej Polski i zagranicy. Portfolio obejmuje 20 tytułów czasopism sprofilowanych tematycznie dla konkretnych grup odbiorców (m.in. stomatolodzy, inżynierowie, strażacy, menedżerowie służby zdrowia, lekarze weterynarii i inni). Dotychczas w organizowanych szkoleniach wzięło udział blisko 5000 osób. Elamed Media Group wydał ponad 60 publikacji książkowych
Dzięki konsekwentnej realizacji misji dostarczania wysokiej jakości treści i wspierania specjalistów w ich codziennej pracy, Elamed zbudował stabilną pozycję rynkową i obecnie współpracuje z szerokim gronem autorytetów z nauki i biznesu.
Elamed Media Group  dzięki swojej wysokiej jakości publikacjom oraz aktywności na rynku wydawniczym, zdobyło uznanie w branży i otrzymało liczne nagrody oraz wyróżnienia. 
21 lipca 2018 roku Elamed Media Group i Deutscher Medien Verlag podpisały umowę o współpracy, na mocy której EMG staje się wyłącznym polskim przedstawicielem i administratorem portalu IndustryStock, będącego własnością DMV.
Elamed Media Group jest członkiem Izby Wydawców Prasy

## Wydawane tytuły
- OPM – Ogólnopolski Przegląd Medyczny
- Stal Metale i Nowe Technologie
- Utrzymanie Ruchu
- Inżynieria Górnicza
- Twój Przegląd Stomatologiczny
- Asysta Dentystyczna
- Endodoncja w Praktyce
- Fastener
- Magazyn Autostrady
- W akcji
- Na ratunek
- Rehabilitacja w Praktyce
- Weterynaria w terenie
- Weterynaria w Praktyce
- Mosty
- Laboratorium Przegląd Ogólnopolski
- Promotor BHP
- Kruszywa
- Ortodoncja w Praktyce
- Nowoczesny Technik Dentystyczny
- Nowoczesne Hale

## Serwisy internetowe
- VetVideo – www.vetvideo.elamed.pl - portal edukacyjny dla lekarzy weterynarii
- dlaspecjalistów.pl – www.dlaspecjalistów.pl - sklep internetowy
- IndustryStock
- behapowcy.com
- cukiernicyipiekarze.pl/
- dentalmaster.pl/
- dlaprodukcji.pl/
- dlaszpitali.pl/
- drogowo-mostowy.pl/
- ratownicy24.pl/
- rehabilitacjawpraktyce.pl/
- wakcji.pl/
- vetkompleksowo.pl/
- laboratorium360.pl